# Palaeobatrachus gigas
Palaeobatrachus gigas (лат.) — вид вымерших земноводных из отряда бесхвостых. Фоссилии Palaeobatrachus gigas были обнаружены в Центральной Европе (например в Богемии и на территории Германии и датируются возрастом 130—5 миллионов лет назад (меловой период и частично неоген).

## Этимология
Palaeobatrachus образовано от др.-греч. πᾰλαιός βάτρᾰχος — «древняя лягушка», лат. gigas — «гигант».

## Патологии
Один из обнаруженных экземпляров Palaeobatrachus gigas имел 6 пальцев на одной из задних ног.